# Dipsas gaigeae
Dipsas gaigeae är en ormart som beskrevs av Oliver 1937. Dipsas gaigeae ingår i släktet Dipsas och familjen snokar. Inga underarter finns listade i Catalogue of Life.
Arten har två från varandra skilda populationer i Mexiko vid Stilla havet. Den första i västra Jalisco och den andra i södra Jalisco samt i nordvästra Colima. Habitatet utgörs av tropiska lövfällande skogar med buskar som undervegetation. Honor lägger ägg.
I delar av utbredningsområdet pågår skogsavverkningar som påverkar beståndet negativt. Dessutom fylls vid floden Río Marabasco en reservoar som kommer täcka en yta av 10 km². IUCN listar arten som livskraftig (LC).